# Ligne de tramway 499
Le tramway 499, est une ancienne ligne de tramway de la Société nationale des chemins de fer vicinaux (SNCV) qui reliait Lierneux à Vielsalm à cheval sur les provinces de Liège et Luxembourg en Belgique entre 1904 et 1958.

## Histoire
La ligne est mise en service en traction vapeur le 23 octobre 1904. Elle dépend du capital 114, son exploitation est confiée à la société anonyme pour l'Exploitation des Chemins de Fer Regionaux en Belgique (CFRB). En 1920, l'exploitation de la ligne est reprise directement par la Société nationale des chemins de fer vicinaux (SNCV).
Le service voyageur est supprimé le 27 septembre 1958 et le service marchandise le 1er juin 1959.

## Infrastructure

### Voies et tracés
Le terminus de Vielsalm est situé rue du Vieux Marché avant la place Paulin Moxhet. La ligne est majoritairement établie en voie unique, en accotement et de manière moindre en site banal le long des routes nationales 68 et 89 entre Vielsalm et Hébronval à l'exception de la traversée de Salmchâteau effectuée en site indépendant. Après Hébronval la ligne est en site indépendant jusqu'au terminus de Lierneux.

### Le dépôt de Lierneux
L'unique dépôt de la ligne est établi au terminus de Lierneux le long de la route nationale 645 (actuelle rue de la gare). L'ensemble comprend deux remises accolées l'une pour les locomotives à vapeur et l'autre pour les remorques, un château d'eau et un bâtiment principal servant de bâtiment voyageur. L'ensemble des bâtiments est construit en pierre locale.